# Yannick Fonsat
Yannick Fonsat (París, Francia, 16 de junio de 1988) es un atleta francés, especialista en la prueba de 400 m en la que llegó a ser medallista de bronce europeo en 2012.

## Carrera deportiva
En el Campeonato Europeo de Atletismo de 2012 ganó la medalla de bronce en los 400 metros, corriéndolos en un tiempo de 45.82 segundos, llegando a meta tras el checo Pavel Maslák y el húngaro Marcell Deák-Nagy (plata con 45.52 segundos).